# Lục quân Đức
Lục quân Đức là một lực lượng trong quân đội Đức (Bundeswehr) cùng với hai lực lượng khác là hải quân và không quân Đức. Lực lượng này tác chiến trên đất liền, hỗ trợ các hoạt động trên không và vận chuyển khí tài quân sự. Với quy mô khoảng 95.000 lính trong thời bình, lục quân Đức là một lực lượng được trang bị tinh nhuệ và thiện chiến.

### Thiết bị hiện đại

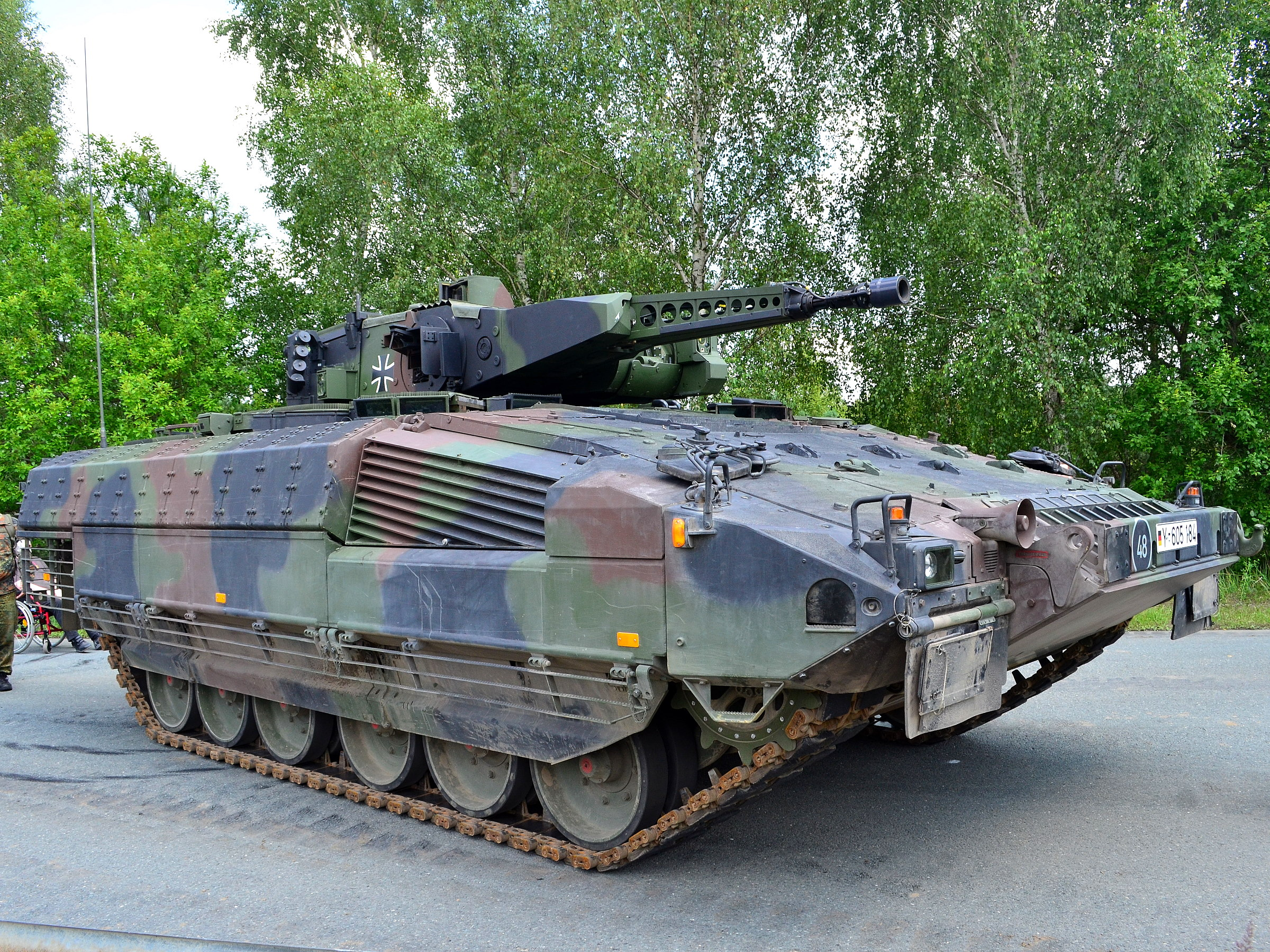
Xe bộ binh chiến đấu IFV Puma

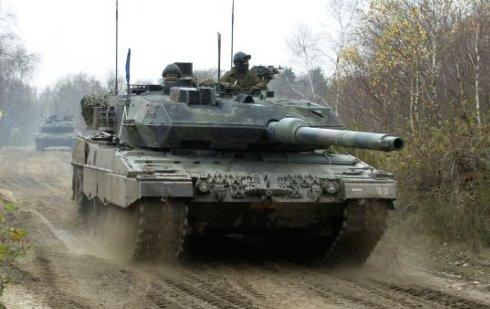
Xe tăng Leopard 2A6

Hiện đang trong biên chế khoảng 6481 xe thiết giáp. Bao gồm 408 xe tăng chủ lực thuộc các dòng Leopard. 5869 xe bọc thép. 154 pháo tự hành. 50 hệ thống MLRS ( hệ thống phóng loạt các tên lửa và đầu đạn )
Chủ yếu bao gồm chế tạo trong nước và nhập khẩu từ nước ngoài các nước trong NATO hay Hoa Kỳ
Các nhà thầu chính bao gồm: ARTEC GmbH, Rheinmetall Landsystem, Krauss-Maffei Wegmann (KWM)

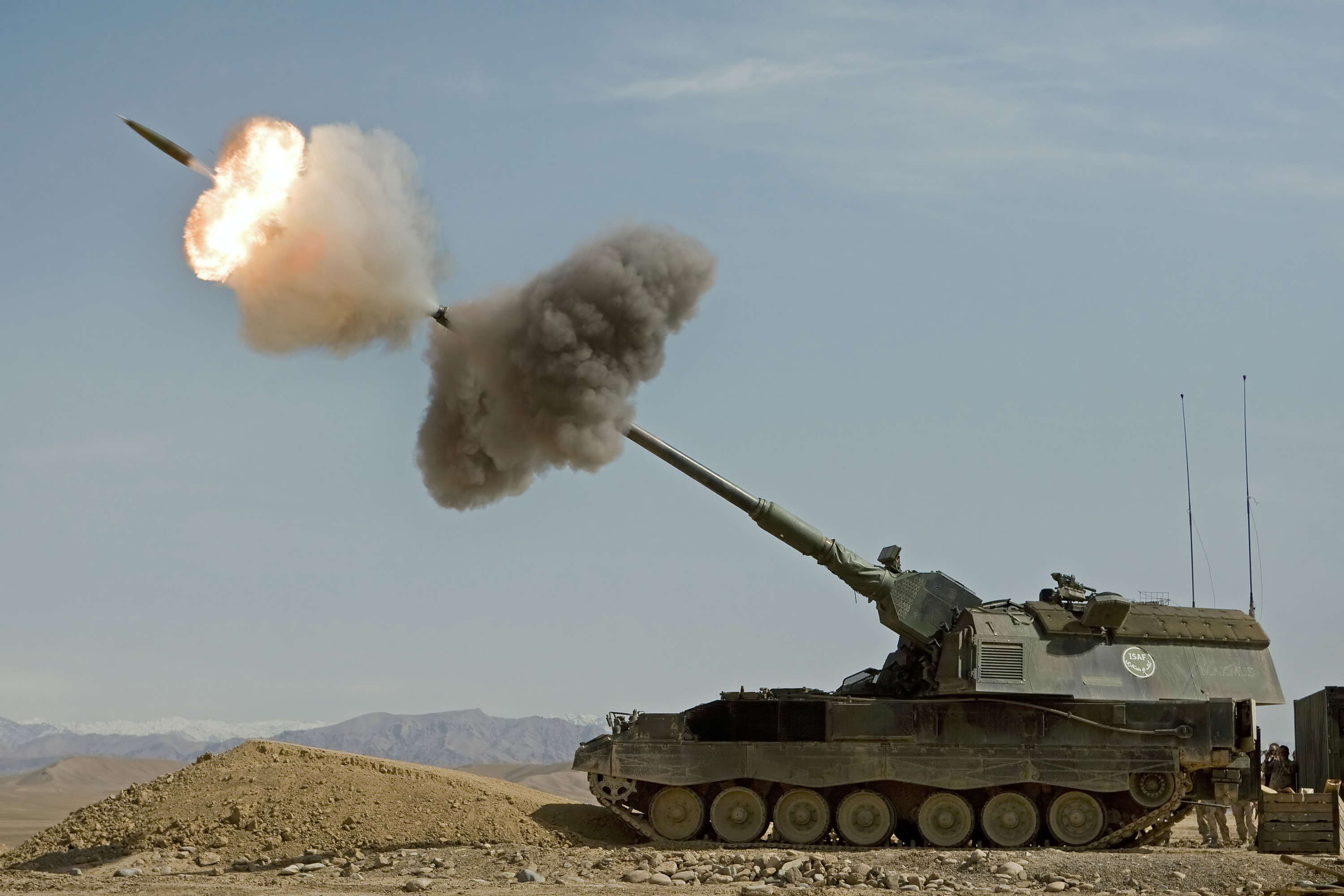
Pháo tự hành PzH-2000